# Saint Ordre de l'aube dorée
Le Saint Ordre de l'aube dorée (en anglais : Holy Order of the Golden Dawn) est une société secrète britannique fondée à Londres par Arthur Edward Waite en 1905.
Elle est née à la suite d'un schisme au sein de l’Ordre hermétique de l'aube dorée, du fait de certaines réformes doctrinales en son sein et de profonds désaccords. De son côté, William Butler Yeats s'en va fonder la Stella Matutina. 
Le Saint Ordre de l'aube dorée élimine les aspects de Magie pratique, pour axer sa symbolique sur l'étude de la Kabbale et du mysticisme Rose-Croix.
Waite décide de fermer en 1914 le temple consacré à cet ordre, et fonde l'année suivante le  Fellowship of the Rosy Cross.

## Membres
- William Alexander Ayton
- Algernon Blackwood
- Pamela Colman Smith
- Arthur Machen
- Isabelle de Steiger[2]
- Evelyn Underhill